# Aniela Jasińska
Aniela Jasińska (ur. 1919, zm. 2006) – pisarka i dziennikarka radiowa. 

## Życiorys
W latach 50. i 60. XX wieku związana z Polskim Radiem. Tworzyła audycje literackie i felietony. Dokonywała adaptacji powieści zagranicznych i polskich. Nadawała także audycje dotyczące prozy i poezji. Była felietonistką Radia Wolna Europa działającą pod pseudonimem Aniela Litwinowicz. Po wydarzeniach marcowych w 1968 roku wyjechała z Polski wraz z mężem Michałem Toneckim do Izraela, gdzie zajęła się twórczością literacką.

## Twórczość
- Lotne piaski
- Pani jest podobna do Palomy Picasso
- Raróg
- Wacuś albo kupujcie fiołki: Powiastka dla dorosłych
- Zęby i pazury
- Zwierzenia ducha nierozsądnego